# Егоров, Афанасий Ефимович
Афанасий Ефимович Егоров (1881—1957) — участник Белого движения на Юге России, начальник штаба 1-го армейского корпуса, генерал-майор.

## Биография
Сын отставного вахмистра. Уроженец Черниговской губернии. Образование получил в Черниговском городском 3-классном училище.
В 1900 году окончил Чугуевское пехотное юнкерское училище, откуда выпущен был подпрапорщиком в 125-й пехотный Курский полк. 2 ноября 1901 года был произведен в подпоручики с переводом в 128-й пехотный Старооскольский полк.
С началом русско-японской войны, 10 июня 1904 года переведен в 312-й пехотный Березинский полк, а 7 июля того же года — в 146-й пехотный Царицынский полк. За боевые отличия был награжден орденом Св. Анны 4-й степени с надписью «за храбрость». 27 июня 1905 года переведен в 39-й Восточно-Сибирский стрелковый полк, был произведен в поручики (производство утверждено Высочайшим приказом от 18 декабря 1905 года). 29 июня 1906 года переведен в 25-й Восточно-Сибирский стрелковый полк, а 23 марта 1908 года — в 167-й пехотный Острожский полк. Произведен в штабс-капитаны 10 октября 1909 года.
9 августа 1910 года переведен в 165-й пехотный Луцкий полк. В 1914 году окончил 2-й класс Николаевской военной академии, однако с началом мобилизации был откомандирован в свою часть. За боевые отличия был награжден несколькими орденами. Произведен в капитаны 20 января 1915 года «за выслугу лет». 14 июля 1916 года переведен в Генеральный штаб с назначением старшим адъютантом штаба 33-го армейского корпуса. 5 января 1917 года назначен старшим адъютантом штаба 2-й Заамурской пограничной пехотной дивизии.
В 1918 году проживал в Чернигове. С 22 сентября 1918 года вступил в Добровольческую армию, был назначен и. д. штаб-офицера для поручений при штабе 1-го армейского корпуса. 10 марта 1919 года назначен начальником штаба 3-й Кубанской казачьей дивизии, а 6 ноября того же года — начальником штаба 2-го Кубанского корпуса. Был контужен под Царицыным. 28 апреля 1920 года произведен в подполковники с переименованием в полковники, а 29 апреля — в генерал-майоры «за боевые отличия», с назначением начальником штаба Сводного (Конного) корпуса. В Русской армии — до эвакуации Крыма, осенью 1920 года — начальник штаба 1-го армейского корпуса.
В эмиграции в Югославии. Состоял членом Общества офицеров Генерального штаба. В годы Второй мировой войны служил в Русском корпусе. С 8 октября 1941 года был командиром 1-го юнкерского батальона 1-го полка, с 23 октября — командиром 2-го полка. 4 января 1942 года был уволен от службы по болезни, а 30 ноября того же года определен на службу командиром караульной роты штаба корпуса. Умер в эмиграции. Был женат, имел дочь.

## Награды
- Орден Святой Анны 4-й ст. с надписью «за храбрость» (ВП 14.04.1905)
- Орден Святого Владимира 4-й ст. с мечами и бантом (ВП 31.01.1915)
- Орден Святого Станислава 2-й ст. с мечами (ВП 20.05.1915)
- Орден Святой Анны 3-й ст. с мечами и бантом (ВП 2.07.1915)
- Высочайшее благоволение «за отличия в делах против неприятеля» (ВП 23.08.1916)
- старшинство в чине капитана с 1 сентября 1910 года (ВП 15.08.1916)